# HD 30562 b
إتش دي 30562 ب هو كوكب خارج المجموعة الشمسية يدور حول نجم النسق الأساسي بتصنيف F وهو إتش دي 30562، ويبعد حوالي 86 سنة ضوئية في كوكبة النهر.
يدور الكوكب على غير المعتاد في مدار شديد البيضاوية يشابه مدارات المذنبات في المجموعة الشمسية. يبلغ نصف المحور الرئيسي 2.30 وحدة فلكية ويتراوح نصف قطره بين 0.55 و4.05 وحدة فلكية. كما تبلغ الكتلة الدنيا له 1.29 من كتلة المشتري، ة له دور مداري يبلغ 38 شهر، مقارنة بدور الأرض المداري البالغ 12 شهر.
اكتشف هذا المشتري الشاذ يوم 12 أغسطس 2009 باستخدام طريقة السرعة الشعاعية التي صمّمت لدراسة تمايل النجوم الذي تسببه جاذبية الكواكب خلال دورانها. أكدت دراسة أخرى وجوده عام 2012.